# Голяма тополова пеперуда
Голяма тополова пеперуда (Limenitis populi) е вид пеперуда, срещаща се и в България.

## Описание
Пеперудите са средно големи. Отгоре са черни с бели петна и оранжевочервени „скоби“ подредени в линия. Крилата отдолу са оранжеви с бяла линия на задните крила и няколко бели петна на предните.

## Разпространение
Разпространена е в умереноклиматичните райони на Евразия.

## Начин на живот и хранене
Пеперудата е горски вид обитаващ горски долини, просеки и в близост до водни източници в райони между 600 и 2000 м. н.в. Основни хранителни растения за гъсениците е трепетликата (Populus tremula).